# Войт Олександр Олександрович
Олекса́ндр Олекса́ндрович Во́йт — молодший сержант Збройних сил України, учасник російсько-української війни.

## Життєпис
Народився 29 грудня 1974 року у селищі міського типу Чечельник. Навчався у Чечельницькій загальноосвітній школі № 2.
Після закінчення школи продовжив навчання в Ольгопільському професійно — технічному училищі № 35, за спеціальністю — тракторист.
Після закінчення училища служив у лавах Збройних Сил України, повернувся зі служби молодшим сержантом. Довгий час працював на новобудовах міста Києва
Перебравшись до міста Ладижина влаштувався на роботу в МХП на посаду оператора мийних машин.
З початком російської агресії був мобілізований до лав Збройних Сил України.

## Загибель
Загинув 14.08.2022 року під час ведення бойових дій у районі міста Авдіївка Донецької області. Прощання відбулося 18 серпня 2022 року в Лажижині

## Нагороди
Нагороджений орденом «За мужність» III ступеня (посмертно).